# Monavvar
Monavvar (persiska: منوّر) är en ort i Iran.   Den ligger i provinsen Östazarbaijan, i den nordvästra delen av landet, 500 km nordväst om huvudstaden Teheran. Monavvar ligger 1 707 meter över havet och antalet invånare är 377.
Terrängen runt Monavvar är huvudsakligen kuperad, men åt sydväst är den platt. Runt Monavvar är det ganska glesbefolkat, med 27 invånare per kvadratkilometer. Närmaste större samhälle är Kalānkash, 12,0 km väster om Monavvar. Trakten runt Monavvar består i huvudsak av gräsmarker.